# リリア・スカラ
リリア・スカラ（Lilia Skala、1896年11月28日 - 1994年12月18日）は、オーストリアの女優。

## 出演作品
- コールド・ブラッド/殺しの紋章
- スリル・オブ・ゲーム
- テスタメント
- フラッシュダンス
- ローズランド
- スキャンダル・美女襲撃現場の秘密
- 我が生涯の大統領／ルーズベルト夫人風雪の６０年
- ＳＦコンピューターマン
- 指令！白銅貨を盗め
- まごころを君に（Ｄｒ．アンナ・ストラウス）
- おしゃれスパイ危機連発
- 愚か者の船
- 野のユリ